# STS-66
La STS-66 è una missione spaziale del Programma Space Shuttle.

## Equipaggio
- Donald R. McMonagle (3) - Comandante
- Curtis L. Brown Jr. (2) - Pilota
- Ellen Ochoa (2) - Specialista di missione
- Joseph R. Tanner (1) - Specialista di missione
- Jean-François Clervoy (1) - Specialista di missione - CNES
- Scott E. Parazynski (1) - Specialista del carico

Tra parentesi il numero di voli spaziali completati da ogni membro dell'equipaggio, inclusa questa missione.

## Parametri della missione
- Massa: 10.544 kg Carico utile
- Perigeo: 296 km
- Apogeo: 310 km
- Inclinazione orbitale: 57°
- Periodo: 1 ora, 30 minuti, 35 secondi